# Brock Chisholm
George Brock Chisholm (Oakville, 18 de mayo de 1896–Victoria, 4 de febrero de 1971) fue un psiquiatra canadiense, practicante médico, veterano de la Primera Guerra Mundial, y el primer director-general de la Organización Mundial de la Salud (OMS). Fue el 13.º general cirujano canadiense y recibió numerosos premios, como Orden de Canadá, Orden del Imperio británico, la Cruz del ejército, y la Condecoración de Eficacia.
Fue nombrado en honor a Sir Isaac Brock. William Chisholm, su tatarabuelo, luchó contra los americanos durante la Guerra de 1812. Su padre era Frank Chisholm, quién manejó un Coal Yard.

## Carrera

### Canadá
En 1915, a la edad de 18 años, durante la Primera Guerra Mundial, Chisholm se unió a la Fuerza Expedicionaria Canadiense (CEF), sirviendo en el 15.º Batallón como cocinero, francotirador, ametrallador y scout. Su liderazgo y la heroicidad fueron dos veces premiados (después de ser herido en dos ocasiones): con una Cruz Militar por sus esfuerzos en una batalla exterior de Lens, Francia; y la Barra. Ascendió al rango de capitán, fue herido, y regresó a Canadá en 1917.

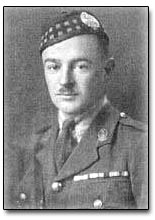
Chisholm como capitán en el Ejército canadiense al final de Primera Guerra Mundial

Después de la guerra, Chisholm siguió estudiando medicina, obtuvo un doctorado en medicina de la Universidad de Toronto en 1924 antes de internarse en Inglaterra, donde se especializó en psiquiatría. Después de que seis años realizando una práctica privada en Oakville, asistió a la Universidad de Yale, donde se especializó en la salud mental de los niños. Durante este tiempo, Chisholm desarrolló su postura que los niños tendrían que ser levantados en un "mayor entorno libre intelectualmente" como fuera posible, independiente de los prejuicios y sesgos (políticos, morales y religiosos) de sus padres.
Con el estallido de la Segunda Guerra Mundial, Chisholm rápidamente aumentó en importancia dentro del ejército canadiense y el gobierno. Chisholm realizó esfuerzos en la guerra como psiquiatra tratando aspectos psicológicos del entrenamiento de los soldados, antes de ascender al rango de Director de Servicios Médicos Generales, la posición más alta dentro de los rangos médicos en el ejército canadiense.
En 1944, Chisholm asumió el cargo de Viceministro de Salud, tras la creación de este. Chisholm ocupó el cargo hasta 1946.

### Organización Mundial de la Salud
En 1946, Chisholm se convirtió en secretario ejecutivo de la Comisión Interina de la Organización Mundial de la Salud (OMS). La OMS sucedió a la Organización de la Salud de la Liga de las Naciones.  Chishom fue uno de los 16 expertos internacionales que redactó la primera constitución de la organización. El sugirió el nombre "WHO" (siglas en inglés para OMS). Definió a la salud para la OMS como "un estado físico, mental, y social completo y no sólo la ausencia de enfermedad."  La carta de OMS también estableció que la salud es un derecho fundamental y que "la salud de todos los pueblos es fundamental para lograr la paz y la seguridad."
La OMS se convirtió en organismo permanente de la ONU en abril de 1948, y Chisholm se convirtió en el primer director general de la organización tras una votación que ganó 46 contra 2 votos. Rechazó la reelección, por lo que ocupó el cargo hasta 1953. Durante su gestión la OMS trató una epidemia de cólera en Egipto, además de estallidos de malaria en Grecia y Cerdeña, y se introdujo los servicios de onda corta que advertían de epidemias a los barcos en el mar.

### Federación Mundial de la Salud Mental
Chisholm sirvió como presidente de la Federación Mundial de la Salud Mental entre 1957 y 1958.

## Ideas
Chisholm fue un controversial orador público, quien generó crítica del público canadiense por sus comentarios a mediados de 1940s, como que los niños no tendrían que ser animados para creer en Santa Claus, la Biblia o cualquier cosa considerada como sobrenatural. Peticiones para que Chisholm dimitiera como Viceministro de la Salud fueron sofocados tras ser electo como Secretario Ejecutivo de la OMS, pero su percepción pública como "El más famoso orador enojado de Canadá" persistió.
Religiosos y otros escritores y grupos conservadores acusaron a Chisholm de ser un marxista o un comunista o subversor. Otros colocaron a Chisholm como uno de los tres humanistas más prominentes que encabezaron organismos de Naciones Unidas importantes en sus eras tempranas, junto a Julian Huxley de la UNESCO y John Boyd-Orr de la Organización de la Comida y la Agricultura (FAO).

## Vida personal y muerte
El 21 de junio de 1924, Chisholm se casó con Grace McLean Ryrie. Tuvieron dos niños, Catherine Anne y Brock Ryrie.
El 4 de febrero de 1971, Chisholm murió a los 74 años de edad en el Hospital de Veteranos, en Victoria, Columbia Británica, después de un derrame cerebral.

## Condecoraciones
- 1945: Medalla del Instituto Pasteur[3]
- 1953: Premio Lasker
- 1957: Presidente Honorario del Movimiento Federalista Mundial (Canadá)
- 1959: Humanista del Año (Asociación Humanista Estadounidense)
- 1967: Compañero de la Orden de Canadá

Fue un socio honorario de la Sociedad Real de Medicina, de la Asociación americana de Psiquiátrica, y la Asociación americana de la Salud Pública, entre otros.

## Obras
- Social responsibility, and three memorial papers by Gordon W. Allport (New York: Association Press, 1948)
- World health problems. Barriers to world health (New York: Carnegie Endowment for International Peace, 1953)
- Nations are learning to live together (Vancouver: University of British Columbia, 1954)
- Prescription for survival (New York: Columbia University Press, 1957)
- Can people learn to learn? How to know each other (New York: Harper, 1958)